# Carlo Clerici
Carlo Clerici (Zurique, 3 de setembro de 1929 - Zurique, 28 de janeiro de 2007) foi um ciclista profissional que representou as cores da Itália. Optou pela nacionalidade Suíça em 1954. Atuou profissionalmente entre 1951 e 1957.
Foi o vencedor do Giro d'Italia 1954.